# Plàtan de cuinar
El plàtan de cuinar pertany al mateix gènere (Musa) que la banana de postres i no és una espècie diferent, però normalment són varietats que es fan servir per cuinar. Tots els membres del gènere Musa són indígenes de les regions tropicals del sud-est asiàtic i Oceania.
Els plàtans de cuinar tendeixen a ser més durs i amb menor contingut de sucre que els plàtans de postres. Acostumen a ser consumits cuits i s'utilitzen tant quan estan encara verds (i per tant amb més midó) com sobremadurats i, per tant, dolços. A les regions tropicals del món s'utilitzen com les patates (bullits o fregits) de les zones temperades amb un gust neutre i textura similar en els plàtans immadurs. Les regions on es cullen aquests tipus de plàtans inclouen el sud dels Estats Units, Puerto Rico, Hawaii, el Carib, Amèrica central, Bolívia, el Perú, l'Equador, Colòmbia, sud del Brasil, illes Canàries, nord i centre d'Àfrica, Okinawa, Taiwan, Tailàndia, l'Índia, Indonèsia, Malàisia, Filipines, illes del Pacífic i nord d'Austràlia.
Els plàtans són híbrids estèrils triploides entre les espècies Musa acuminata (genoma A) i Musa balbisiana (genoma B). Les espècies de Musa són probablement natives de l'Índia i sud d'Àsia, van ser introduïts a l'Àfrica i el Carib i altres parts d'Amèrica inicialment per frares franciscans portuguesos.
També es fan servir les flors i les fulles.